# Ernst Däberitz
Friedrich Ernst Däberitz (* 31. Januar 1841 in Nischwitz; † 11. November 1915 ebenda) war ein deutscher Landwirt und konservativer Politiker (MdL Sachsen).

## Leben und Wirken
Der Sohn des Gutsbesitzers Gotthelf Däberitz († 1841) in Nischwitz wurde durch einen Pflegevater erzogen. Seine Schulbildung erhielt er an der Elementarschule Nischwitz. Anschließend nahm er eine ununterbrochene landwirtschaftliche Tätigkeit auf. Zunächst wirtschaftete er bis 1868 auf dem väterlichen Gut, bis er nach seiner Hochzeit eigene Grundstücke mit 59 Hektar Grundbesitz und einer Branntweinbrennerei erwarb. Von 1871 bis zu seinem Tod war er Gemeindevorstand von Nischwitz und fungierte ab 1876 auch als Standesbeamter.
Nachdem der Landtagsabgeordnete Otto Starke 1879 sein Mandat niedergelegt hatte, wurde Däberitz in einer Nachwahl im 21. ländlichen Wahlkreis in die II. Kammer des Sächsischen Landtags gewählt. Dieses Mandat hatte er bis zu seinem Tod 1915 inne. Von 1886 an war er zudem stellvertretendes Mitglied und von 1895 bis zu seinem Tod ordentliches Mitglied im Verwaltungsrat des Landwirtschaftlichen Kreditvereins des Königreichs Sachsen.